# 소프트웨어 공학자

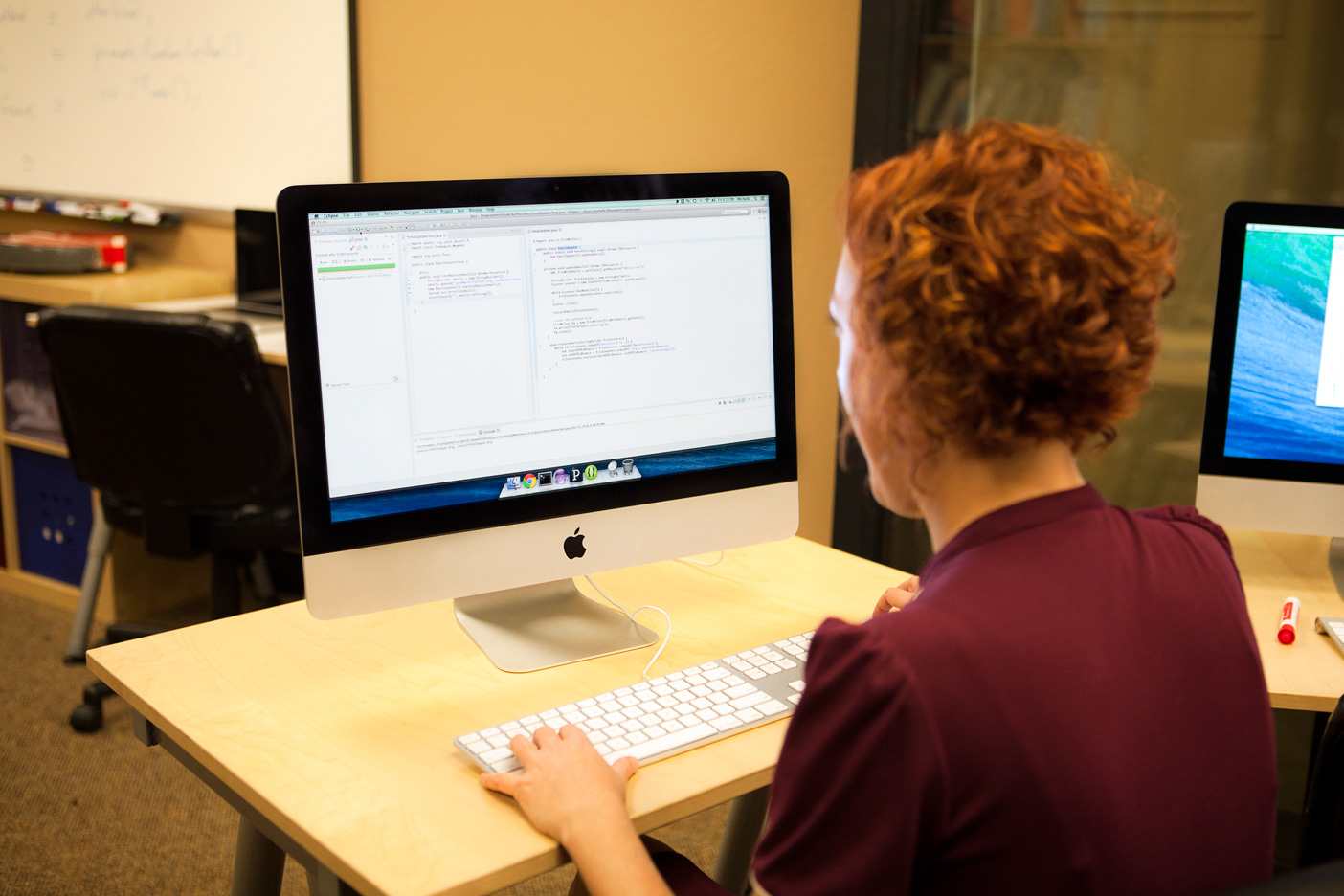
자바 코드를 작성 중인 소프트웨어 공학자

소프트웨어 공학자 또는 소프트웨어 엔지니어(software engineer)는 컴퓨터 소프트웨어의 설계, 개발, 유지 보수, 테스트, 평가를 하는 사람을 말한다. 이들중 일부는 컴퓨터 과학자, 해커로 간주되기도 한다.
1970년대 중순 이전에 소프트웨어 종사자들은 실제 직업에 관계없이 보통 컴퓨터 프로그래머라고 불렸다. 수많은 사람들은 이들을 소프트웨어 개발자나 프로그래머로 부르는데, 이는 소프트웨어의 실제적 의미가 논란 중에 있으나 대부분 사람들이 이 용어가 의미하는 바에 동의하기 때문이다.